# Słobódka (rejon horodeński)
Słobódka, Słobódka Polna (ukr. Слобідка) – wieś na Ukrainie, w  obwodzie iwanofrankiwskim, w rejonie horodeńskim.